# Cruelty Without Beauty
Cruelty Without Beauty è il quarto album discografico del gruppo musicale inglese dei Soft Cell, pubblicato nel 2002.

## Tracce
1. Darker Times
2. Monoculture
3. Le Grand Guignol
4. The Night
5. Last Chance
6. Together Alone
7. Desperate
8. Whatever It Takes
9. All Out of Love
10. Sensation Nation
11. Caligula Syndrome
12. On an Up

## Formazione
- Marc Almond - voce
- Dave Ball - cori, elettronica